# Anna Lundová
Anna Sofie Lundová (nepřechýleně Anna Lund; 25. června 1874 – 1953) byla norská úřednice a fotografka. Fotografovala ve Valle v Setesdalu. Několik jejích snímků lze nalézt v místních sbírkách.

## Galerie

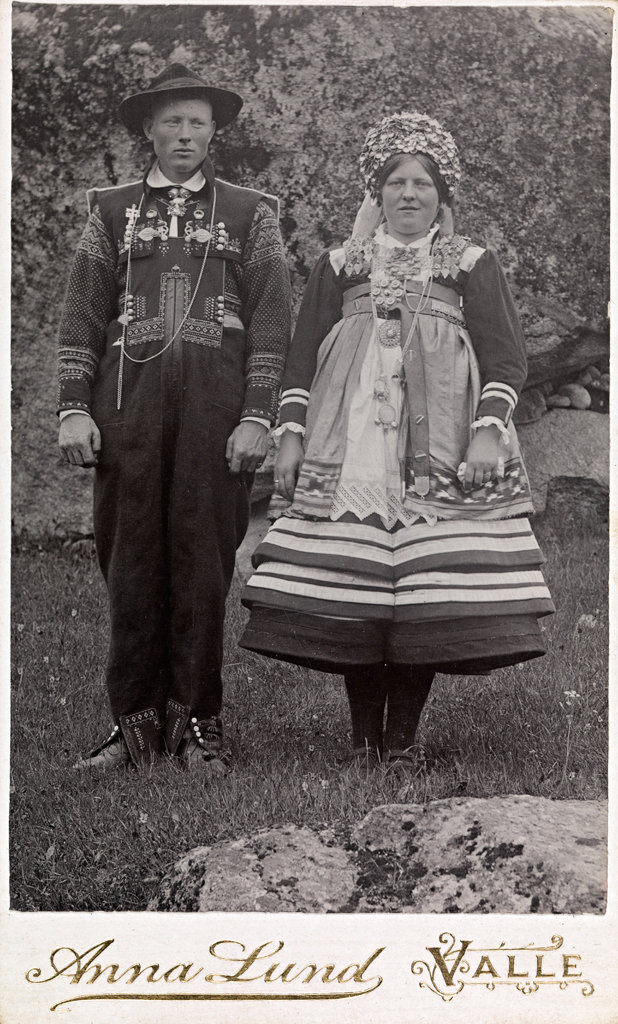
Pár v tradičním kroji ze Sætisdalenu
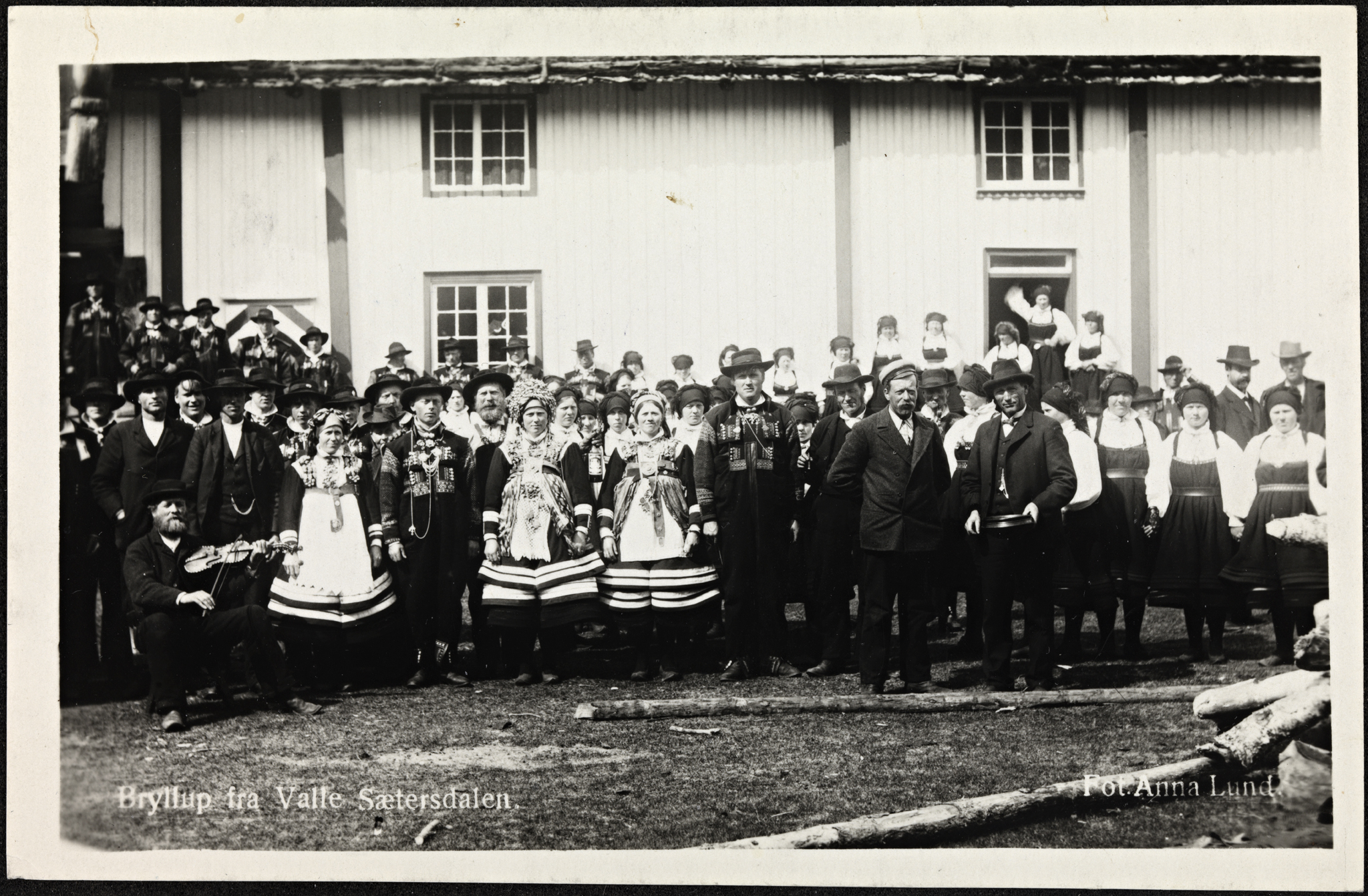
Svatba, Valle Sætersdalen
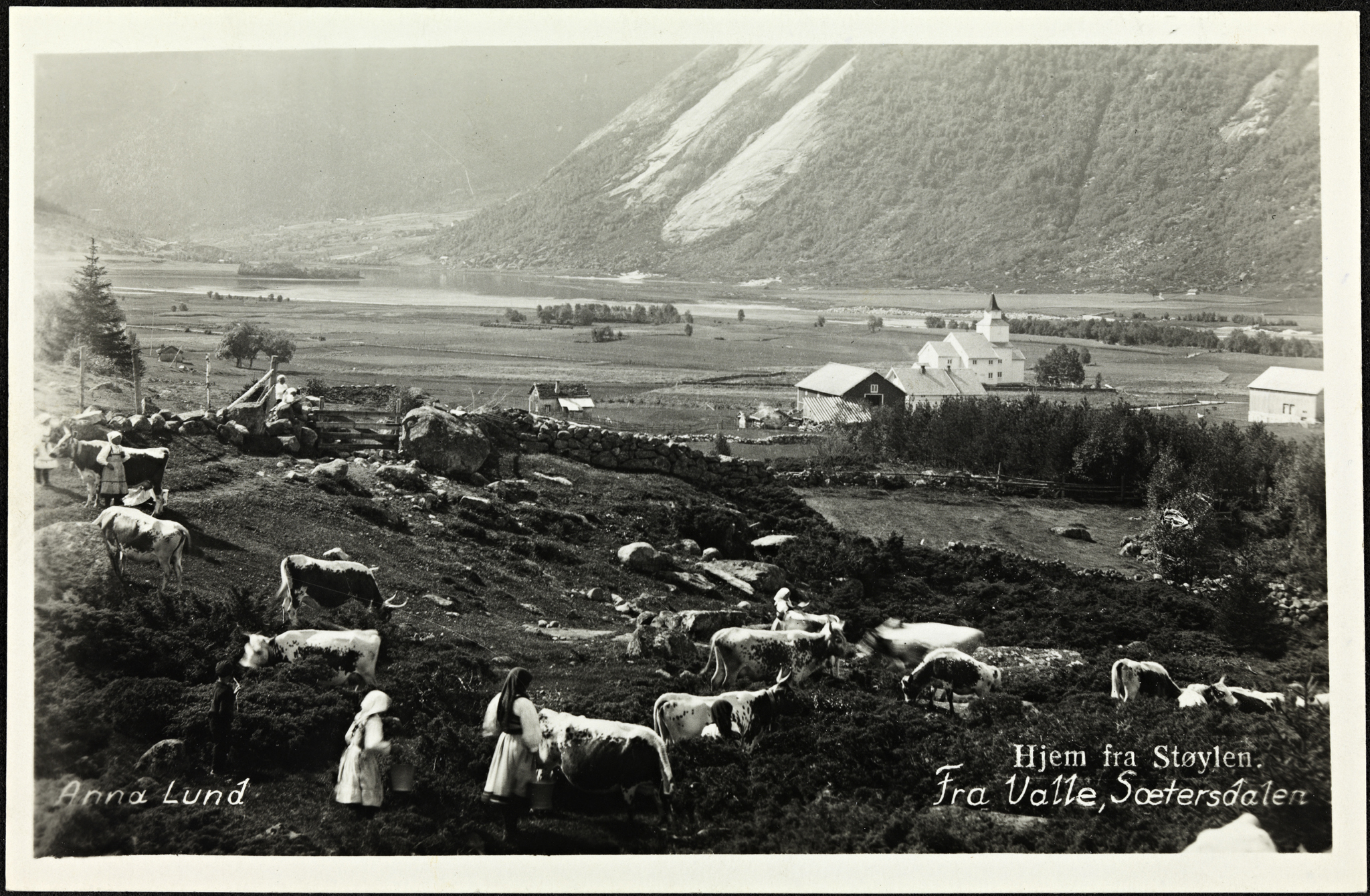
Domov ve Støylenu. Valle, Sætersdalen
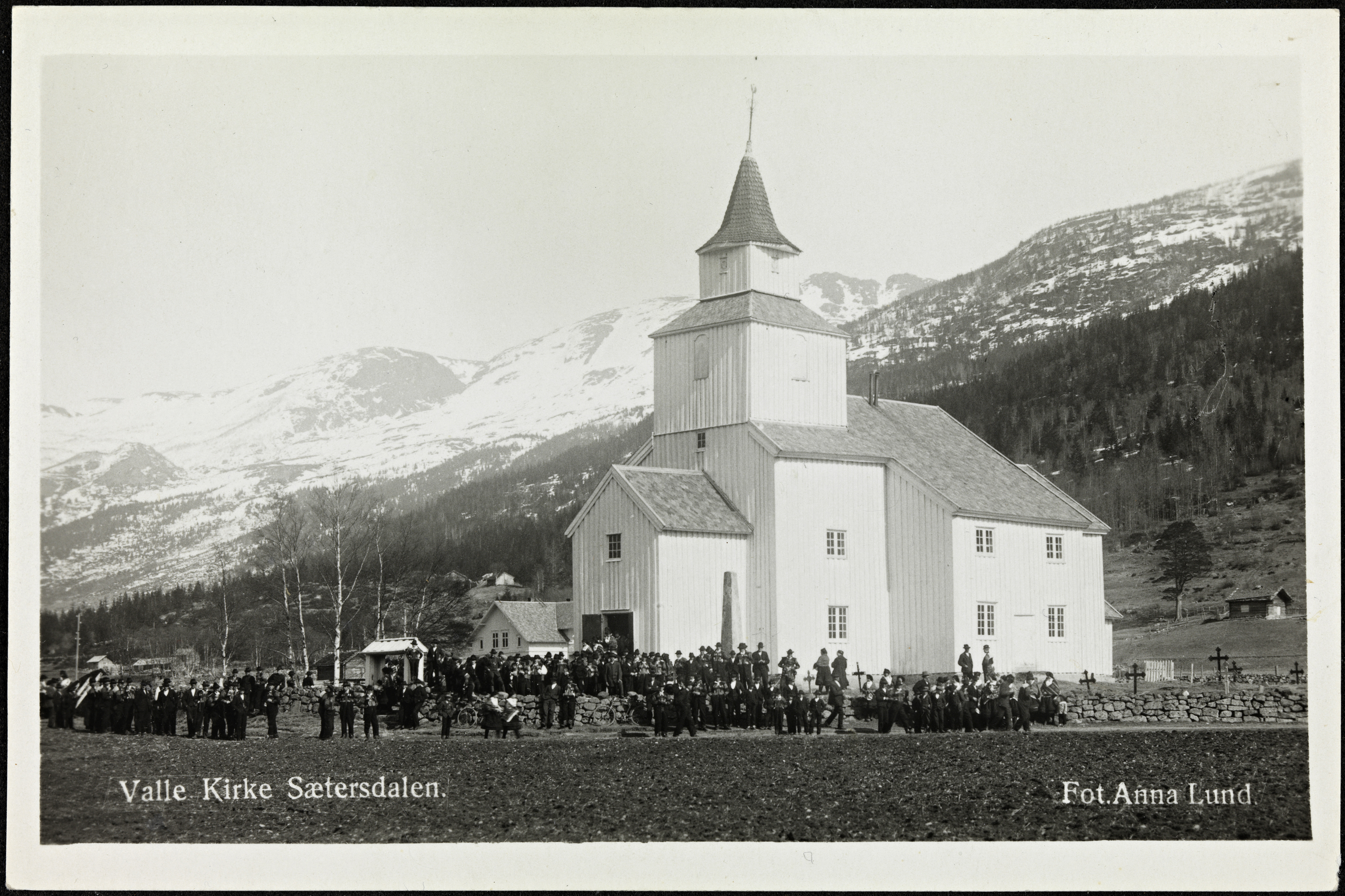
Kostel ve Valle Sætersdalen